# Goniocaulon indicum
Goniocaulon indicum là một loài thực vật có hoa trong họ Cúc. Loài này được (Klein ex Willd.) C.B.Clarke mô tả khoa học đầu tiên năm 1876.